# کیلرز
د کیلرز (به انگلیسی: The Killers) یک گروه راک امریکایی است که در لاس وگاس، نوادا در سال ۲۰۰۱ شکل گرفت. این گروه از برندن فلاورز (خوانندهٔ اصلی، کیبورد و گیتار بیس)، دیو کوینینگ (گیتاریست اصلی، هم‌خوان)، مارک اشترومر (گیتار بیس، ریتم گیتار، صدای پشتیبان) و رونی وانوچی جونیور (طبل، ساز کوبه‌ای) تشکیل شده است.
به عنوان یک گروه آلترنواتیو راک، د کیلرز از سبک‌های موسیقی دههٔ ۸۰ تاثیر پذیرفته‌اند.اولین آلبوم د کیلرز با نام هات‌فاز که در سال ۲۰۰۴ منتشر شد به یکی از موفق‌ترین آلبوم‌های پاپ سال تبدیل شد و به شهرت زودرس گروه در سطح بین‌المللی انجامید..آلبوم دوم د کیلرز، در شهر سام، در سال ۲۰۰۶ منتشر شد، و آلبوم گردآوری‌شده خاک‌اره  شامل بی سایدز، نکات کمیاب و آهنگ‌های جدید، در سال ۲۰۰۷ انتشار یافت. آلبوم سوم استودیویی آنها، روز و عمر ، تولید شده توسط استوارت پرایس، در سال ۲۰۰۸ منتشر شد.
این گروه توانسته بیش از ۶ میلیون آلبوم در ایالات متحده، بیش از ۵ میلیون آلبوم در انگلیس و بیش از ۱۵ میلیون آلبوم در سراسر جهان بفروشد.
فوق العاده شگفت انگیز نیز نام پنجمین آلبوم استودیویی توسط گروه راک / آلترناتیو آمریکایی د کیلرز هست. در سپتامبر ۲۰۱۷ توسط آیلند ریکوردز پخش شد. اولین آلبوم گروه پس از ۵ سال (۲۰۱۲) بود و پنجمین آلبوم موفق در رده بندی آلبوم های انگلیس است. همچنین اولین آلبوم آنها در ۲۰۰ آلبوم برتر بیلبورد بود.

## آلبوم‌های استودیوئی
| نام آلبوم                | سال انتشار |
| ۱. هات‌فاز                | ۲۰۰۴       |
| ۲. در شهر سام            | ۲۰۰۶       |
| ۳. خاک‌اره                | ۲۰۰۷       |
| ۴. روز و عمر             | ۲۰۰۸       |
| ۵. فوق العاده شگفت انگیز | ۲۰۱۷       |

## واژه‌نامه
1. ↑  Dave Keuning
2. ↑  Mark Stoermer
3. ↑  Ronnie Vannucci Jr.
4. 1 2  Hot Fuss
5. 1 2  Sam's Town
6. 1 2  Sawdust
7. 1 2  Day & Age